# 李膺 (後漢)
李 膺（り よう、? - 169年）は、中国の後漢時代の官僚。字は元礼。潁川郡襄城県の人。本貫は趙郡。祖父の李脩は安帝時期の太尉。父の李益は趙国の相であった。子は李瓚。生まれつき礼法にこだわらず、亢然としていて人と交際しなかったという。ただ同郡の荀淑・陳寔らを師友とした。

## 生涯

### 前期
始め孝廉に推薦されて司徒の胡広に招かれ、試験の成績が優秀であり、青州刺史にまで昇進した。彼の指揮下の太守・県令は彼の威厳・物事を見通す能力に畏れ、多くが辞任した。
その後、再度招かれ、漁陽太守・蜀郡太守に栄転するも、母親が高齢であるといい赴任しなかった。しばらくして、護烏桓校尉になった。鮮卑族がたびたび塞に進入したが、その都度、矢や石を掻い潜り撃退した。そのため鮮卑族は彼をひどく怖れた。
しかし、公務の事件で免職になり、輪氏に帰った。塾を開き教えたが、教えを請うものが常に千人あまりいた。後漢の荀爽は彼に面会しその折、彼の馭者を務め、家に帰って大喜びで「今日始めて李君の馭者になれたぞ」と言った。
永寿2年（156年）、鮮卑が再び雲中を侵略した。桓帝は李膺が有能なのを耳にして、召して度遼将軍に任じた。羌族・疏勒・亀茲ら西方の諸部族がたびたび侵略し、張掖・酒泉・雲中の諸郡の人民は苦しめられていた。膺が着くと、蛮族は攻められる前に連れ去った男女をすべて塞に送還した。これにより李膺の名は遠くまで響き渡る。

### 中期
延熹2年（159年）、召されて河南尹に任ぜられる。宛陵の豪族の羊元群という人が北海太守を退職したが、いつも官物横領の罪を重ねていて、群の宿舎・便所にいたるまで趣向を凝らしていた。退職の際に、それらを車に積んで持ち帰った。李膺は上奏して罪を取り調べようとしたが、羊元群は宦官に賄賂送り逆に李膺は罪に問われてしまい、左校で苦役囚となった。
司隷校尉の応奉なる者が李膺を弁護していうには、

「昔、秦の使者が楚を訪れた際、『宝物を見せて欲しい』と言われ、それに対し楚の昭奚恤は、賢臣をずらりと並べ、『これが楚国の宝です』と言いました。また、梁の恵王が斉の威王に馬車12台を照らす夜光の珠を自慢した際、威王は『私の宝は4人の名臣です』と答えました。忠義の賢人、勇武の将軍は、国の腹心でございます。
私が見たところ、左校の囚人、前の廷尉馮緄、さきの大司農劉祐、さきの河南尹李膺らは、法をしかと握って邪な臣を召し捕りました。（その召捕った者を）たとえさらし首にしたとしても、誰一人不満を抱くものはおりません。
さらに、昔、季孫行父は紀の太子がその父親を殺し、宝を奪って魯に亡命した際、太子は宝を魯君に献上し、魯君は大いに喜び、彼に領地を与えるようにとの君命に逆らい、太子を追放いたしました。また、舜が16人の賢人を登用し、四人の悪人を退治した手柄に比べ、20分の1にあたります。
今、李膺らは強暴なる相手に身を挺し、力を尽くして罪を問わんと致しているのに、陛下はこれをお聞き入れないばかりか、讒訴をお信じなされ、忠臣をば元凶と同罪になされました。春から冬に及んでなお、お宥しをこうむりませぬ。
そもそも政治の要は手柄を覚えおき、過ちを忘れることにございます。さればこそ、前漢の宣帝は、韓安国の罪を宥し、張敞を殺人罪で亡命したにもかかわらず、抜擢いたしました。
馮緄は楚の蛮族を討ち、周の名臣尹吉甫（同じく蛮族を討った）に等しき手柄がございます。
劉祐はたびたび目付役を務め、『柔また茹わず、剛また吐かず』 の徳がございます。
李膺は幽州・并州に威光を顕し、度遼将軍として、土地の民に今なお慕われております。
今、三方の国境には賊が跋扈し、軍勢いまだ振るいませぬ。『易』にも『雷雨作るは解なり。君子もって過ちを赦し、罪を宥む』ともうします。何卒彼らをお宥しになって、辺境の守りにお充てくださいますよう。」

この手紙が奏上されると、全員刑を免除され、再び司隷校尉に任ぜられた。
時に宦官張譲の弟の張朔は野王県令であったが、欲深く残忍で、妊婦を殺したこともあった。彼は李膺の検察の手厳しさを聞き、咎を恐れ京都に逃げ帰り、兄の張譲の家に匿われていた。李膺はそれと知ると、吏卒を引連れ、張りぼての柱を叩き壊し、張朔を引き出し洛陽の獄舎に預け、自供書を取り終わると即座に殺してしまった。張譲は帝に、弟は無実であったのに殺されたと訴えでた。帝は勅命で李膺を呼び、前もって処刑願い出ずにすぐ死刑にした理由を詰問した。
李膺が答えて言うには、

「昔、晋の文公は（周王にことわりをせずに）衛の成公を捕らえ、都に送りましたが、孔子の『春秋』はこの処置を善しとしています。『礼記』によれば、公族が罪を犯した場合、君がいくら『宥せ』と言っても役人は掟を楯に譲りませぬ。昔、孔子が魯の司寇になって7日目に少正卯を死刑にしました。
今、私は役についてもう10日を過ぎました。ひそかに、罪を暴き死刑にするのが遅くなり、『引延ばしたのではないか』とお咎めをこうむることを恐れておりましたが、逆に『早すぎだ』とのこと。私の不行き届けは重々承知、即刻死罪に相成りましても、苦しゅうはございませぬ。ただ、日限内に元凶をすべて召し捕らえ死刑にし、その後で釜ゆでにして頂けますならばこれ後生一生の願いにございます。」

これを聞き帝は、張譲に、「これはそちの弟の罪じゃ。司隷のした事、何も間違いないわ」と言い追い出した。これがあり、黄門・常侍（いずれも宦官）はみな腰をかがめ息を潜め、休暇の日にも後宮詰所から出ようとしない。帝が怪しんで聞くと、みな「李校尉さまが恐いもので」と言った。
当時、朝廷には宦官跋扈し、政治や、秩序が乱れきっていた。しかし李膺だけは自分の信義を貫いていた。士で彼の所に出入りがかなう者があると、「龍門に登った」（登龍門）といわれた。

### 晩年

#### 党錮の禁
166年、一回目の党錮の禁がおこり、成瑨らが殺され、李膺・杜密・陳翔ら200人あまりが下獄された。太尉の陳蕃は李膺らの起訴状が三府に送られてきた時、「今、調べている人たちは、みな海内の褒め者で憂国忠義の臣。これらの者にたとえ罪があったとしても、10代後まで恩赦にあってしかるべきである。罪名がいまだ明らかになっていないのに召捕って拷問にかけることがあるか」と言い署名しようとしなかった。帝は大いに怒って彼は免職になった。宦官の多くは、李膺らの答弁のなかで、度々宦官の子弟が引き合いに出されるので、不安になり、帝に天変を理由に赦免したほうがいいと願い出て、167年、放免し李膺は郷里に帰った。
荀爽は李膺が高名であるので禍を招くのではないかと心配し節を屈して乱世を生き延びさせたいと思い手紙を送った。
数カ月して桓帝が崩御し、陳蕃が太傅になり、大将軍竇武とともに政治を取り仕切るようになると二人で協力して宦官勢力を排除しようとした。そこで多くの天下の名士を登用した。李膺は長楽少府になった。しかし168年、逆に竇武・陳蕃ら両名は殺され、李膺はまた野に下った。
169年、張倹の事件が起こり、党人が逮捕されることになり、郷里の人は李膺に「お逃げくだされ」と言ったが、彼は「君に仕えては難を辞せず、罪あっては刑を逃れぬのが臣下の節操というもの。わしはもう六十、死ぬも生きるも天命じゃ。逃げて一体どこへ行こうぞ？」と言い、詔獄へ自首した。彼は拷問にかけられ、死んだ。彼の妻子は辺境に移され、門人・下役、およびその父兄まで禁錮となった。

### 李膺の子
李膺の子は李瓚といい、東平国相にまでなった。曹操がまだ微賤の頃、李瓚は彼を高く評価し、臨終の際、子の李宣らに遺言するに、「世の中は今に乱れるだろう。天下の英雄のなかで曹操に過ぎるものはいない。張孟卓（張邈）はわしと仲が善いし、袁本初（袁紹）はそなたの母方の親戚ではあるけども決して彼らを頼るな。必ず曹どのに身を寄せよ」といった。子供らは遺言に従い、皆、乱世を生き延びた。

## 伝記史料
- 『後漢書』党錮列伝第五十七 李膺伝